# Orange Grove (Texas)
Orange Grove est une ville américaine située dans le comté de Jim Wells, dans l’État du Texas. En 2000, sa population était de 1 288 habitants.

## Source de la traduction
- (en) Cet article est partiellement ou en totalité issu de l’article de Wikipédia en anglais intitulé « Orange Grove, Texas » (voir la liste des auteurs).